# RN1 (Dschibuti)
Die N1 ist eine Fernstraße in Dschibuti, die in der gleichnamigen Hauptstadt Dschibuti beginnt und in Galafi an der Grenze zu Äthiopien endet. In Äthiopien verläuft die gleiche Nummerierung weiter. Sie ist 215 Kilometer lang.